# 玩命關頭11
《玩命關頭11》（英語：Fast XI）是一部2026年美國動作片，為《玩命關頭系列》的第十二部作品兼正傳最後一部作品，由路易斯·賴托瑞執導，克莉絲汀·哈德森和歐倫·耶齊爾共同編劇，馮·迪索和巨石強森主演。

## 演員
| 演員     | 角色                       | 備註                          |
| -------- | -------------------------- | ----------------------------- |
| 馮·迪索  | 唐米尼克·「唐老大」·泰瑞托 | 前罪犯和職業街頭賽車手。      |
| 巨石強森 | 路克·哈柏                  | 前美國外交安全處（DSS）探員。 |

## 製作

### 發展
2020年2月，馮·迪索表示《玩命關頭X》可能會分成兩部電影。2020年10月，正式宣布製作《玩命關頭11》，兩部片同由林詣彬執導，克里斯·摩根編劇，而《玩命關頭11》將會是正傳系列最後一部作品。
2023年2月，迪索表示，他希望小勞勃·道尼在《玩命關頭11》中飾演主要反派，並透露是個與唐老大理念相反的角色。蜜雪兒·羅德里奎茲則希望麥特·戴蒙出演。2023年4月，宣布路易斯·賴托瑞回歸執導，克莉絲汀·哈德森和歐倫·耶齊爾（Oren Uziel）獲聘撰寫劇本。2023年5月，迪索在《玩命關頭X》於羅馬舉行首映禮期間透露，環球影業看完《玩命關頭X》後提議將完結篇從原定的上下集改拍成三部曲，羅德里奎茲亦補充「任何故事都是三幕劇形式構成的」。《玩命關頭11》的開發工作於《玩命關頭X》上映後不久已經開始進行，但受2023年美國編劇協會大罷工影響，該片於7月暫停製作。
2024年1月，據傳《玩命關頭X》過高的預算以及低於預期的票房表現，原先預計推出的《玩命關頭12》將被取消。2024年2月，馮·迪索證實《玩命關頭11》將是正傳系列最後一部作品。

### 拍攝
電影最初排定於2022年1月以背靠背形式與《玩命關頭X》同時拍攝，後來又排定於2025年年初展開主體拍攝。
2024年11月18日，馮·迪索在他的Instagram上宣布電影已開始拍攝。

## 發行
《玩命關頭11》由環球影業排定2026年於美國上映。此前，上映日期曾定於2025年4月4日。